# Брест (Нижняя Саксония)
Брест (нем. Brest) — община в Германии, в земле Нижняя Саксония.
Входит в состав района Штаде. Подчиняется управлению Харзефельд. Население составляет 790 человек (на 31 декабря 2010 года). Занимает площадь 24,57 км².
Коммуна подразделяется на 3 сельских округа.